# Martin Schippert
Martin „Tino“ Schippert (* 1. Mai 1946; † 11. September 1981 in Tutilimundi/Bolivien) war eine bekannte Szenefigur der Schweizer Halbstarken, Motorrad-Rocker, ein sogenannter „68er“ und gilt als Gründer des ersten Hells Angels-Charters auf dem europäischen Festland.
Schippert diente dem Schriftsteller Friedrich Dürrenmatt als Inspirationsquelle. In Kontakt gebracht hatte die beiden der Theoretiker des schweizerischen „Undergrounds“, Sergius Golowin.

## Jugend und Halbstarkenszene
Martin „Tino“ Schippert wuchs am Zürichberg auf. Er litt unter Asthma und hatte auch aufgrund seiner Legasthenie schulische Probleme. Seine Ausbildung zum Rheinmatrosen schloss er mit „befriedigend“ ab.
Schippert gründete eine Halbstarkenbande, die „Rächer Basel“, die jedoch nicht lange bestand. Er stiess zu den Zürcher „Rächern“ (später „Revengers“ bzw. „Lone-Stars“), deren Anführer er später wurde. 1965 erlitt Schippert einen schwereren Motorradunfall. Wegen diverser Delikte kam Schippert in Konflikt mit dem Gesetz. Nach vier Monaten Untersuchungshaft wurde er vom Obergericht Zürich zu 1½ Jahren Gefängnis verurteilt. Anfang 1968 war er wieder auf freiem Fuss.
Die Lone-Stars wurden von Pfarrer Sieber im oberen Stock von dessen Bunker einquartiert. Von einer Vollversammlung der unruhigen 68er-Jugendlichen wurde Schippert in ein „Aktionskomitee“ für ein Jugendzentrum gewählt.

## Gründung der Hells Angels
Die Lone-Stars wollten zu richtigen „Hells Angels“ werden. Die Gruppe nahm eigenmächtig den Doppelnamen „Hells Angels – Lone-Stars“ an. Ein führendes Mitglied der Oaklander „Hells Angels“, das davon erfuhr, machte auf die „Markenrechtsverletzung“ aufmerksam. Die Schweizer sandten nun eine Delegation in die USA, um dort eine Probezeit als Anwärter zu absolvieren, Prüfungen und Initiationen zu bestehen. Weihnachten 1970 wurden sie anerkannt.
Schippert war in der Zeit der 1968er Bewegung eine stadtbekannte Figur. Er hatte Freunde in der Untergrundszene wie Urban Gwerder und Sergius Golowin, pflegte einen freundschaftlichen Kontakt zum Schweizer Schriftsteller Friedrich Dürrenmatt, hielt Vorträge über den Untergrund, trat auf in Fernsehsendungen und im Film, wurde ins Aktionskomitee für ein autonomes Jugendzentrum gewählt und manchmal als Vermittler geholt, wenn Streit herrschte zwischen Milieubanden.

## Flucht und Exil
Weil die Hells-Angels wegen Vergewaltigung ins Visier des Staatsanwaltes gerieten, floh Schippert zuerst in den Nahen Osten, wurde dort verhaftet und in die Schweiz abgeschoben, worauf er wieder eine Fluchtgelegenheit nutzte und erneut in den Libanon entkam. Dort versuchte er sich als Haschischbauer, er hatte Kontakt mit palästinensischen Widerständlern und verliess nach Schwierigkeiten das Land. Einige Zeit später befand er sich in Brasilien und Bolivien, wo er sich als Carlos Martin Schippert endgültig niederlassen wollte. Es folgten Drogenexperimente, ein Plan zur Schaffung eines kleinen Tourismusunternehmens, eine Auseinandersetzung mit einem lokalen Polizeichef, die Schippert ins berüchtigte Gefängnis von La Paz brachte, aus dem er aber entkommen konnte.
Mit den Hells Angels hatte er in dieser Zeit gebrochen. Er starb kurze Zeit nach seiner Flucht aus dem Gefängnis 1981 in Bolivien. Es gibt unterschiedliche Angaben zu den Umständen, die zu seinem Tod führten, auch zum Todesdatum und zum Sterbeort. Im Film "Frozen Angel" von Adrian Winkler wird von Zeugen der Ort Tutilimundi in Bolivien genannt, dort starb er angeblich "unter einem Mangobaum", wo er sich ausruhte. Als man ihn wecken wollte, stellte man fest, dass er gestorben war.

## Dokumentarfilm
- Adrian Winkler: Tino – Frozen Angel. Xenix Film, Schweiz 2014. (Filmkritik und Trailer)